# بيتر جودوين (مغني)
بيتر جودوين (بالإنجليزية: Peter Godwin)‏ هو مغني بريطاني، ولد في القرن العشرين.

## وصلات خارجية
- بيتر جودوين على موقع IMDb (الإنجليزية)
- بيتر جودوين على موقع ميوزك برينز (الإنجليزية)
- بيتر جودوين على موقع ديسكوغز (الإنجليزية)